# Phylacteophaga occidens
Phylacteophaga occidens – gatunek błonkówki z rodziny Pergidae.

## Taksonomia
Phylacteophaga froggatti została opisana w 1963 roku przez Roberta Bensona pod nazwą Phylacteophaga eucalypti occidens. Jako miejsce typowe podano miejscowość Nollamara w Australii Zach. Holotypem była samica. W 1997 Z. B. Mayo, Andrew Austin i Mark Adams zmienili status tego taksonu z podgatunku P. eucalypti na odrębny gatunek.

## Zasięg występowania
Gatunek ten występuje w Australii. Notowany w stanie Australia Zachodnia.

## Biologia i ekologia
Roślinami żywicielskimi są przedstawiciele rodzaju eukaliptus (Eucalyptus marginata i Eucalyptus rudis) rodziny mirtowatych.